# One Tambon One Product

One tambon One product (OTOP), en français « Une commune Un produit », est un programme économique lancé par le gouvernement thaïlandais de Thaksin Shinawatra entre 2001 et 2006.

## Description
Le projet « OTOP » est destiné à encourager et soutenir le développement communautaire à l'échelle du tambon (sous-district). Ses objectifs sont :
1. créer des opportunités de travail et générer des revenus dans les communautés.
2. renforcer le développement communautaire
3. promouvoir les compétences locales
4. encourager le développement des ressources humaines

Il s'inspire d'un programme similaire établi au Japon dans les années 1980 pour le développement des communautés rurales : Un village Un produit.
Les villageois sont encouragés à générer des revenus en développant des produits de bonne qualité en utilisant les ressources et les compétences locales. Les produits sont aussi bien des objets que des services.
Le programme prend en compte la conservation des ressources naturelles et de l’environnement et la préservation des compétences thaïes locales, du tourisme, des arts et de la culture, des coutumes et traditions, de l’apprentissage et de l’échange des connaissances. Le but est que les produits soient de bonne qualité, possèdent des caractéristiques distinctes et soient connus dans toute la Thaïlande et à travers le monde.
Les types de produits OTOP sont ainsi des produits agricoles, des équipements mécaniques, des accessoires de construction, des vêtements, des jouets et des jeux, des bijoux, des cadeaux, des produits alimentaires, des cosmétiques et des produits sanitaires, des produits électroniques, des meubles, des équipements ménagers et des ustensiles de cuisine, des produits en cuir, des équipements de sport, du matériel d’impression, des services dans les milieux hospitaliers et touristiques, etc.
Les concours des catégories de produits sont souvent organisés au niveau régional ou national. Le produit qui gagne reçoit un certificat cinq étoiles. C’est la garantie de sa qualité et de son originalité.
Les produits OTOP sont très populaires et attirent beaucoup de gens. Les salons et les foires OTOP sont très visités parce que les produits sont de bonne qualité et de prix raisonnables.
Le projet OTOP aide à fournir du travail aux gens dans les provinces en Thaïlande. En outre, il est un  produit utilisant les ressources naturelles de façon efficace. Ceci suit le thème de l’autosuffisance économique initiée par sa Majesté le roi.
Après 2006, le programme a été renommé en Local and Community Products, mais la marque OTOP a été maintenue.